# Бель-Ер-Валь-д'Анс
Бель-Ер-Валь-д'Анс (фр. Bel-Air-Val-d'Ance) — муніципалітет у Франції, у регіоні Окситанія, департамент Лозер. Бель-Ер-Валь-д'Анс утворено 1 січня 2019 року шляхом злиття муніципалітетів Шамбон-ле-Шато i Сен-Семфор'ян. Адміністративним центром муніципалітету є Шамбон-ле-Шато. Населення — 547 осіб (01.01.2021).